# 11763 Deslandres
11763 Deslandres è un asteroide della fascia principale. Scoperto nel 1960, presenta un'orbita caratterizzata da un semiasse maggiore pari a 2,8785538 UA e da un'eccentricità di 0,0148842, inclinata di 2,27461° rispetto all'eclittica.
L'asteroide è dedicato all'astrofisico francese Henri Deslandres.